# Hanna Gustavsson
Pour les articles homonymes, voir Gustavsson.

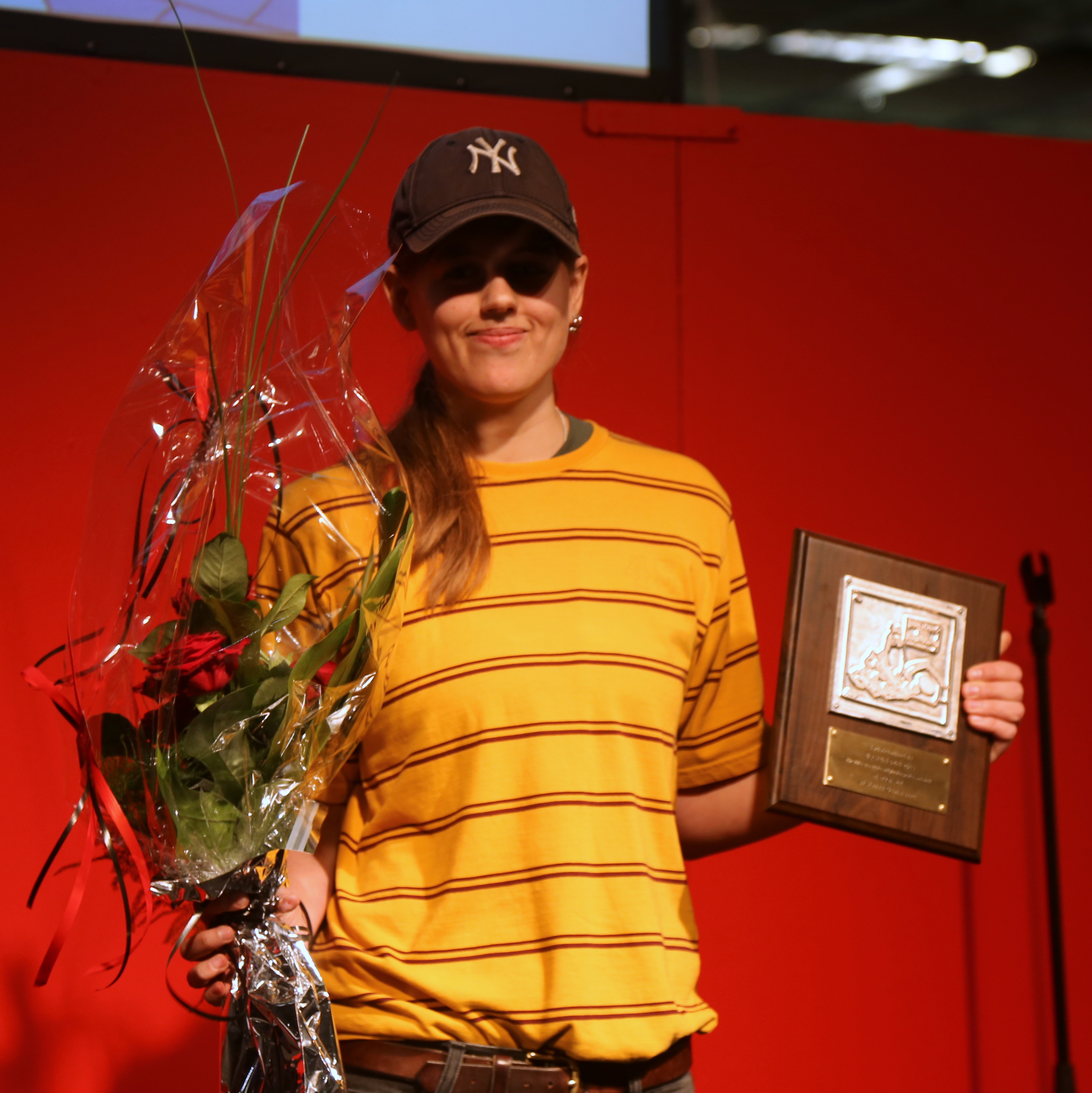
Gustavsson recevant le prix Urhunden en 2014.

Hanna Gustavsson (née en 1985 à Solna) est une auteure de bande dessinée suédoise.

## Distinction
- 2014 : Prix Urhunden du meilleur album suédois pour Nattbarn